# خالد رغيب
خالد رغيب (بالفرنسية: Khalid Raghib)‏ هو لاعب كرة قدم مغربي ولد في 22 سبتمبر 1969 بمدينة سطات في المغرب وبرز اسمه في المنتخب المغربي لما أهله لنهائيات كأس العالم 1998 حيث خرج المغاربة تعبيرا عن الفرحة بالتأهل بعد نزال مع غانا حيث تمكن من تسجيل الهدف في الدقيقة 67.

## الفرق

### النوادي
لقد ارتبط اسم اللاعب الدولي خالد رغيب بفريق نادي النهضة السطاتية منذ 1988 إلى حدود 1998 أي إلى حين تفاعده.

### الترشيحات
لقد شارك خالد رغيب في كرة القدم في الألعاب الأولمبية الصيفية 1992 على ثلاث مباريات متنازع عليها من المنتخب المغربي الأولمبي لكرة القدم ولعب منها اثنتان وخلال مشاركة له تعادل الفريق المغربي عند لقاءه مع المنتخب الأولمبي الكوري لكرة القدم كما خاض مع المنتخب الوطني عدة مباريات ضد كل من منتخب سيراليون حيث فاز بأربعة أهداف للاشيء فقد لعب فيه اللاعب رغيب بكل قوة وعزيمة وصد الكرة في الشباك الخصم الأول في الدقيقة 50 والثاني في الدقيقة 55  وأيضا مع منتخب الباراغواي حيث تم تسجيل ثلاثية لصفر.

## روابط خارجية
- خالد رغيب على موقع الاتحاد الدولي (مؤرشف)  (الإنجليزية)
- خالد رغيب على موقع قاعدة بيانات كرة القدم.إي يو (الإنجليزية)
- خالد رغيب على موقع ناشيونال فوتبول تيمز (الإنجليزية)
- خالد رغيب على موقع أوليمبيديا (الإنجليزية)